# Challenge of the Five Realms
Challenge of the Five Realms: Spellbound in the World of Nhagardia est un jeu vidéo de rôle développé et publié par MicroProse en 1992 sur PC. Le jeu se déroule dans un univers de fantasy, dans un monde divisé en cinq royaumes  que le joueur doit explorer afin de mettre fin au règne du démoniaque Grimnoth, arrivé sur le trône à la suite de la mort du roi. Le jeu débute par une phase de création de personnage, qui peut se faire de manière automatique ou manuellement. Dans ce dernier cas, le joueur doit répondre à une série de questions morales et éthiques à partir desquels le programme définit les caractéristiques de son personnage. Le jeu débute ensuite dans le château du prince incarné par le joueur, qui visualise l’environnement en vue du dessus. Pour interagir avec l’environnement, le joueur dispose d’une série d’icône à la droite de l’écran. En progressant dans le jeu, le personnage du joueur récupère des armes, des éléments lui permettant de pratiquer la magie et de la nourriture. Il peut également recevoir l’aide de compagnons, son groupe pouvant contenir jusqu’à dix aventuriers,,,.